# 드 토마소
드 토마소(이탈리아어: De Tomaso Modena SpA)는 이탈리아의 스포츠카 메이커이다. 아르헨티나 태생의 Alejandro de Tomaso (1928년~2003년)가 1959년 모데나에서 설립했다. 원래는 1970년 Frank Williams 팀을 위한 포뮬러 원 자동차를 포함하여 다양한 프로토타입과 경주용 자동차를 생산하였다. 자동차 제조업체의 자금 대부분은 드 토마소의 처남인 Amory Haskell Jr, Rowan Industries에서, 1971년 포드는 Rowan으로부터 드 토마소의 지분 84%를 인수했으며 Alejandro de Tomaso가 균형을 유지했다.포드는 1974년에 자동차 제조업체의 지분을 알레한드로에게 매각하였다. 드 토마소 브랜드는 2014년 홍콩에 본사를 둔 Ideal Team Ventures가 인수했으며 2019년 새로 형성된 회사는 첫 번째 제품인 레트로 스타일의 스포츠카인 P72를 선보였다.

## 역사
로고 배경의 파란색과 흰색 줄무늬는 아르헨티나 국기의 색상이다. 문자 "T"처럼 보이는 전경의 상징은 Alejandro가 자란 Ceballos 부동산의 가축 브랜드 상징이다.
이 회사는 스포츠카와 고급 차량, 특히 포드 구동 이탈리아 차체 Mangusta와 판테라 그랜드 투어러를 개발하고 생산했다. 1976년부터 1993년까지 드 토마소는 이탈리아 스포츠카 제조업체인 마세라티를 소유했으며 Biturbo, Kyalami, Quattroporte III, Karif 및 Chrysler TC를 포함한 자동차 생산을 담당했다. De Tomaso는 또한 1973년부터 1993년까지 오토바이 회사인 Moto Guzzi를 소유했다.
De Tomaso는 2004년에 청산에 들어갔고, 이 날짜 이후에도 신차 생산이 계속되었다.2008년까지 법원이 임명한 청산인에 따라 드 트마소 공장 및 상표에 대한 구매자를 찾고 있었다. 2009년 Gian Mario Rossignolo는 드 토마소 상표를 인수하고 De Tomaso Automobili SpA라는 새 회사를 설립했다. Rossignolo는 리보르노에 있는 Delphi Automotive의 오래된 생산 시설 중 하나에서 섀시와 차체를 조립하고 Grugliasco에 있는 이전 피닌파리나 공장에서 차체를 맞추고 페인트를 칠하고 완성할 계획이었다.
2012년 5월 드 토마소는 사업 계획이 충분한 재정적 지원을 받지 못한 후 다시 매각되었다. 2012년 7월 Rossignolo는 € 7,500,000 상당의 정부 자금을 악용했다는 혐의로 체포되었다.2012년 9월, BMW가 새로운 BMW 모델을 생산하기 위해 브랜드 공장에 관심을 가질 것이라는 추측이 나왔다.
2014년에 모데나의 원래 워크샵은 폐기되었다.
2015년 4월 이탈리아 파산 법원은 회사를 홍콩 기반 Consolidated Ideal Team Ventures에 1,050,000 유로에 매각하는 것을 승인했다.그 판매 보고서에 따르면 "구매자의 변호사는 Ideal Team Venture가 중국에서 De Tomaso라는 이름을 가진 자동차를 생산할 계획이라고 발표했다.

## 주요 차종

### 드 토마소 판테라

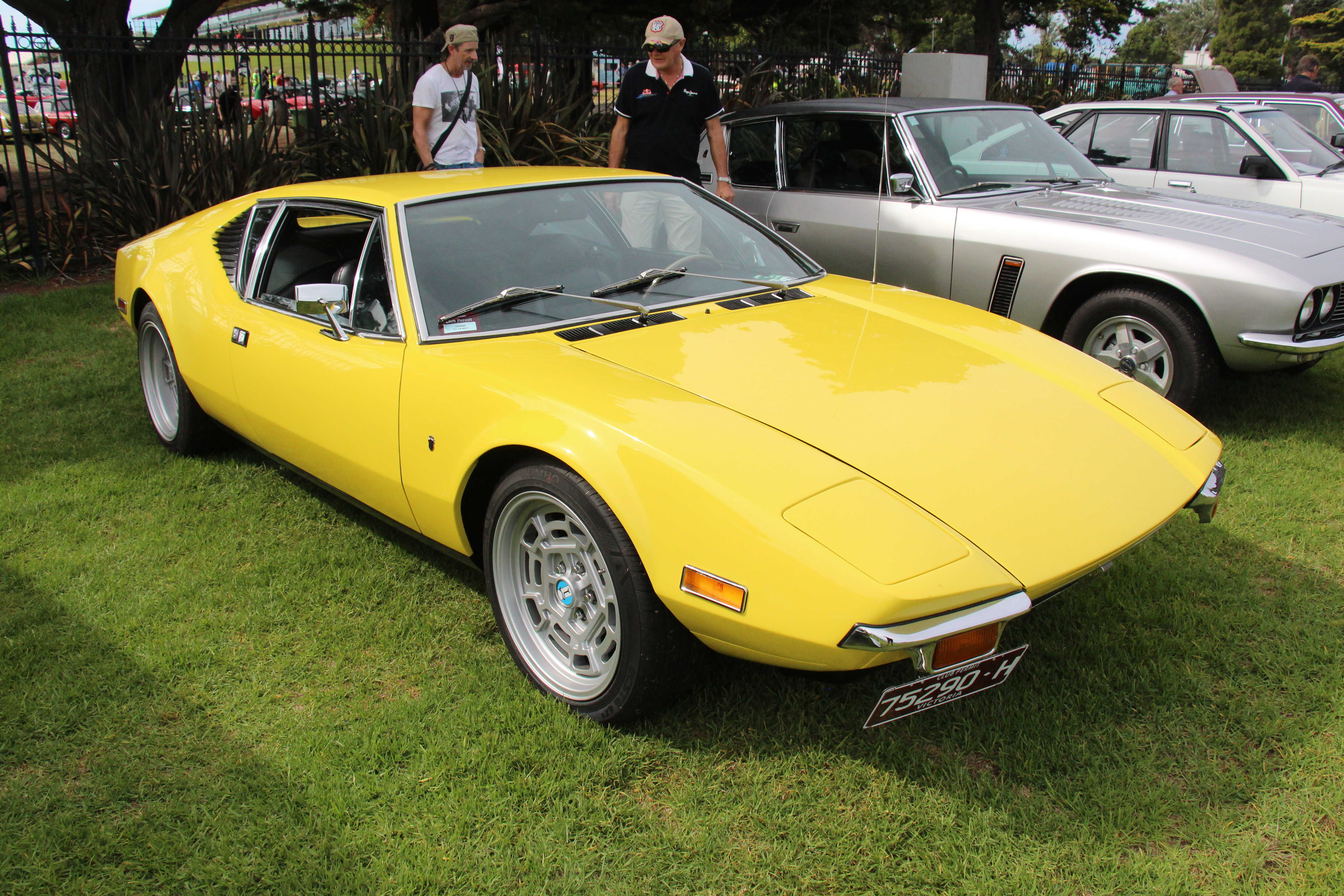
드 토마소 판테라

망구스타는 판테라가 계승했다. 1971년에 351 Cleveland Ford V8과 Ghia의 Tom Tjaarda가 디자인 한 낮은 쐐기 모양의 차체와 함께 등장했다. 포드와의 계약을 통해 De Tomaso는 Ford의 Lincoln 및 Mercury 딜러를 통해 미국에서 Panteras를 판매하였다. 1971년부터 1973년까지 6,128대의 판테라가 모데나에서 생산되었으며, 이는 드 토 마소가 생산 한 가장 많은 자동차다. 1973년 석유 위기 및 기타 요인으로 인해 포드는 드 토마소의 모든 주식을 매입하고 북부 이탈리아에서 작업량을 공유하는 3개 공장의 전체 생산 공정을 통제 한 지 몇 달 후인 1973년 말 판테라 거래에서 철수했다.

### 드 토마소 과라
과라는 판테라의 뒤를 이어 1993년에 생산을 시작했다. 과라는 이탈리아 디자인 하우스인 Synthesis 디자인의 Carlo Gaino가 디자인했다. 과라는 또한 Maserati Barchetta를 디자인했다.1991년의 마세라티의 경쟁 차종을 기반으로 하여 포드와 BMW 부품을 합성 차체에 사용한 Guarà는 쿠페 및 바르 체타 버전으로 제공되었다. 판테라를 제외한 모든 드 토마소와 마찬가지로 생산은 제한적이고 산발적이었다.

### 드 토마소 P72

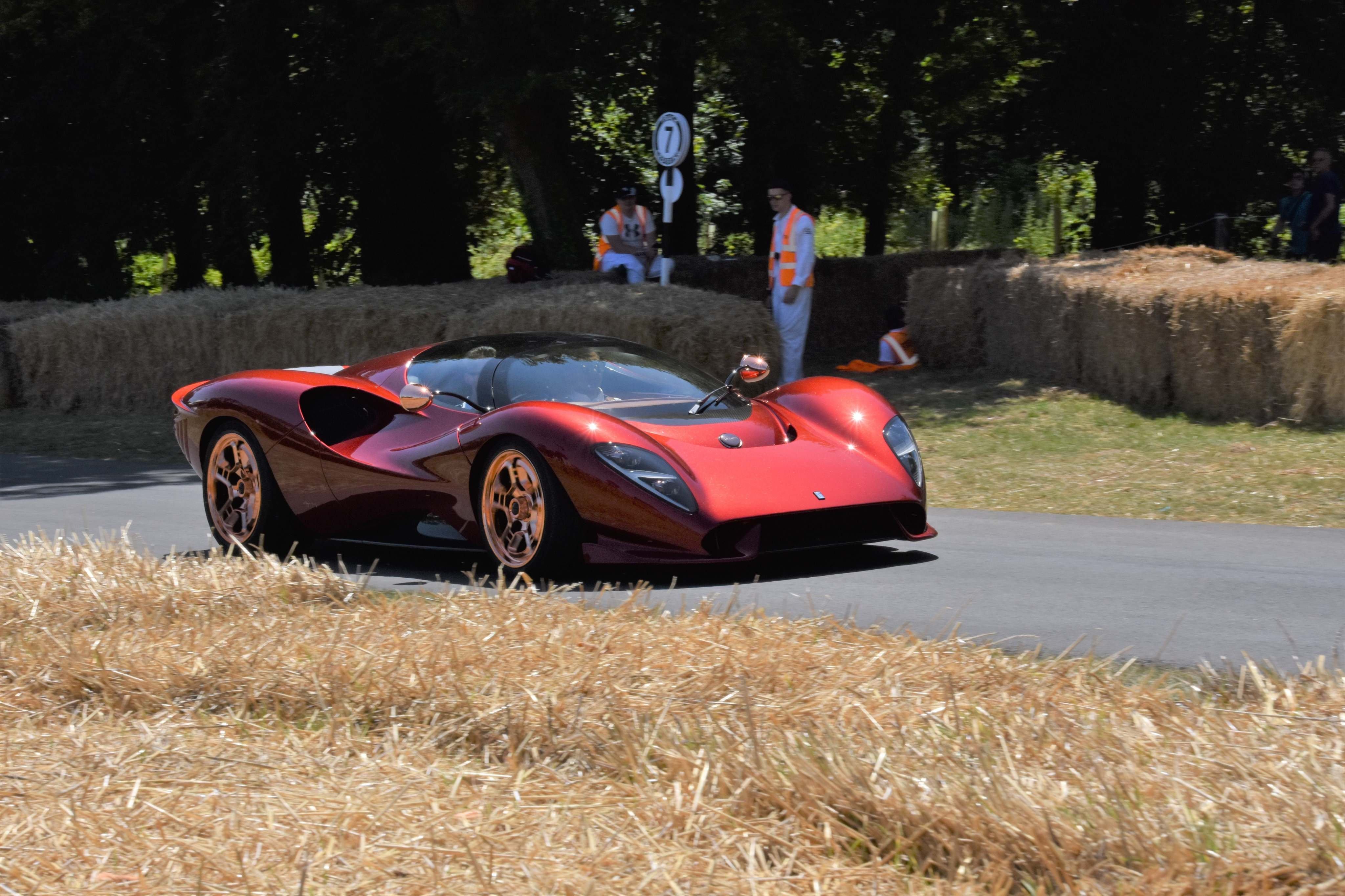

P72는 새롭게 개편 된 드 토마소 브랜드로 2019 Goodwood Festival of Speed에서 소개된 복고풍 스타일의 스포츠카이다. Jowyn Wong이 디자인한 이 자동차는 Carroll Shelby가 제작하고 피터 브록이 1960년대 후반에 소개 된 De Tomaso를 위해 스타일링 한 경주 용 자동차 P70에 대한 경의를 표한다. 자동차의 디자인은 1960년대 르망 경주용 자동차로 거슬러 올라간다. 차의 내부는 호화로운 장비로 현대적인 전망을 갖도록 설계되었다. LMP1 표준에 따라 제작 된 섀시는 자매 회사인 아폴로 오토모빌의 아폴로 IE과 공유된다.

## 드 토마소의 호화 자동차
드 토마소는 주로 고성능 스포츠카 제조업체로 알려져 있지만이 회사는 1970년대와 1980년대에 걸쳐 소수의 럭셔리 쿠페를 생산하였다.
1971년 Deauville은 현대 재규어 및 메르세데스-벤츠 세단과 경쟁하기 위한 노력이었다. 판테라와 동일한 엔진이 전면에 장착된 Deauville은 각진 Tjaarda/Ghia 4 도어 바디를 착용했습니다. Deauville은 빌드 품질의 관점에서 라이벌, 특히 독일의 라이벌과 경쟁하지 않았다. 1985년까지 드 토마소의 제품에 남아 있었음에도 불구하고 244대가 만들어졌다. Alejandro de Tomaso의 아내 인 미국 레이싱 드라이버 Isabelle Haskell을 위해 부동산의 한 예가 지어졌다.

## 마세라티와의 관계
이탈리아 정부의 도움으로 드 토마소는 소유주 인 시트로엥이 더 이상 손실을 주는 회사를 지원하지 않겠다고 선언한 후 1976년에 마세라티를 인수했다. 처음 소개 된 마세라티 드 토마소인 Kyalami는 Frua가 재설계한 롱챔프로, 포드 엔진은 마세라티의 자체 4.2리터 V8로 대체되었다. Kyalami는 2년 전에 소개 된 Biturbo로 대체된 1983년까지 생산에 남아 있었다. 드 토마소 소유하에 도입된 다른 자동차로는 Quattroporte III/Royale 및 IV, Barchetta, Ghibli 및 Shamal이 있습니다. Quattroporte III를 제외한 모든 후자의 자동차는 Biturbo를 기반으로하고 Quattroporte는 Kyalami 플랫폼을 기반으로 한다. 드 토마소는 새로운 모델의 개발 비용을 절감하기 위해이 플랫폼 공유 개념을 도입하였다. 1993년 드 토마소는 판매 부진과 낮은 수익성으로 인해 마세라티를 Fiat S.p.A.에 매각했다.